# Karel Oosterhuis

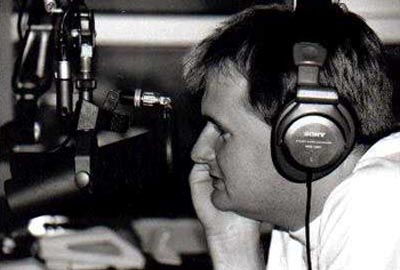
Karel Oosterhuis

Karel Oosterhuis (Groningen, 29 april 1971) is een Nederlandse radio-dj.
Zoon van de Groninger garagehouder Bert Oosterhuis, maakte Karel Oosterhuis voor Radio Noord van oktober 2006 tot 13 september 2013 elke werkdag het radioprogramma De Muziekfabriek. Na een wijziging in de programmering verhuisde hij naar de zondag, waarop hij tot december 2016 Goud op Noord presenteerde. In januari 2017 was er weer een wijziging in de programmering en sindsdien was hij dagelijks te horen van 6 tot 9 samen met Edwin in 't Veld met het programma Vroeg op Noord.
Na een verandering in de programmering in 2019 presenteert Oosterhuis "Karel Op Noord". Vanaf maart 2021 presenteert Oosterhuis tevens een vrijdag show op Kink DNA Classics. Ook presenteerde hij tot november 2006 op Kink FM iedere zaterdag- en zondagmorgen het programma Morning Tools, voorheen bekend als Outlaw Classics.